# Lac O'Sullivan
Lac O'Sullivan är en sjö i Kanada.   Den ligger i regionen Outaouais och provinsen Québec, i den sydöstra delen av landet, 240 km norr om huvudstaden Ottawa. Lac O'Sullivan ligger 394 meter över havet. Arean är 23,7 kvadratkilometer. Den sträcker sig 14,5 kilometer i nord-sydlig riktning, och 9,9 kilometer i öst-västlig riktning.
I omgivningarna runt Lac O'Sullivan växer i huvudsak blandskog. Trakten runt Lac O'Sullivan är nära nog obefolkad, med mindre än två invånare per kvadratkilometer.